# مسئولیت پزشکی
مسئولیت پزشکی، عبارت است از مسئولیت قضایی، قانونی، حقوقی انتظامی و کیفری پزشک یا خدمات دهنده درمانی دربرابر بیمار یا دریافت دارنده خدمات درمانی، در رابطه با هرگونه کوتاهی و خطا، اعم از عمدی و سهوی در درمان یا اقدامات درمانی و افشاء اسرار و اطلاعات پزشکی بیمار.

## گستره حقوقی
مسئولیت پزشکی از مسائل اخلاق حرفه‌ای پزشکی و از مسائل اساسی است که در حقوق پزشکی مطرح است. این مسئله در رابطه پزشک و بیمار و تمامی کارهایی که پزشک برای معالجه بیمار انجام می‌دهد مطرح می‌شود. در نگرش حقوقی، رابطه پزشک و بیمار به منزله قراردادی است که میان آن دو بسته شده و به استناد این رابطه حقوقی، پزشک به عنوان طرف فعال این رابطه، همانطور که در برابر خدمات علمی خود که نفعی یا درآمدی، طبق قرارداد عاید وی می‌گردد، مکلف به انجام تکالیفی است که در حقوق به آن مسئولیت گفته می‌شود.
بنابراین، مقصود از مسئولیت گستره معنایی حقوقی این واژه‌است که آثار و پیامدهای حقوقی به دنبال دارد. طبق این اصل پزشک در حیطه تخصص خویش و به اندازه توانایی‌ها و قابلیت‌های علمی اش، برطبق قوانین و نظام حقوقی موجود وظیفه دارد ضمن توجه و دقت در حفظ اسرار این رابطه (اسرار پزشکی) و عدم افشای آنها، در درمان و معالجه بیمار حداکثر تلاش در حد توان و منطقی خود را بنماید و هرگونه «خطا و قصور» از سوی وی، موجب تحقق مسئولیت حقوقی و کیفری و جبران خسارت خواهد بود. در واقع زمانی که بیمار و پزشک قراردادی و رابطه‌ای حقوقی بین خود منعقد می‌کنند، پزشک در زمینه درمان و معالجه و انجام یا ترک اعمال معالجه‌ای دارای مسئولیت حقوقی و قانونی می‌گردد و در صورت بروز قصور یا خطا پزشک متوجه مسئولیت حقوقی و کیفری، برحسب مورد، خواهد شد.
دراین میان محدوده و گستره مسئولیت پزشکی، مبانی تحقق و شرایط و قوانین بروز مسئولیت قضایی و و مسائلی از این قبیل، تحت عنوان «مسئولیت پزشکی» در قلمرو حقوق پزشکی مطرح شده و مورد مطالعه قرار می‌گیرد.

## انواع از دید قوانین ایران

### مسئولیت قراردادی و خارج از قرارداد
عبارتست از تعهدی که در نتیجه تخلف از مفاد قرارداد خصوصی برای اشخاص حاصل می‌شود و مسئولیت خارج از قرارداد، عبارتست از این که قرارداد شخصی وجود ندارد؛ در این مورد پزشک به علت فعل یا ترک فعل به عمد یا سهواً ضرر و زیانی به دیگری می‌زند. لازمه عدم انجام تعهد در قرارداد، طلب خسارت از ناحیه خسارت‌دیده است و متعهد، مسئولیت قراردادی دارد؛ و عنوان خسارت مذکور نیز عدم انجام تعهد یا تأخیر در انجام تعهد است. در مسئولیت خارج از قرارداد شخص از تعهدهای عمومی و قانونی سرپیچی کرده‌است و خسارت و ضرری زده است.

### مسئولیت اخلاقی و حقوقی
مسئولیت اخلاقی عبارتست از مسئولیتی که قانونگذار به بیان و ایجاد آن نپرداخته و به معنی مسئولیت عرفی، اخلاقی و اجتماعی پزشک، از دیدگاه دین و هنجارهای درونی وی است. در مسئولیت قانونی، انجام فعل و ورود ضرر، شرط تحقق مسئولیت است. برخلاف مسئولیت اخلاقی، مسئولیت حقوقی آن است که مواردی در قانون پیش‌بینی شده و ضمانت اجرای قانونی (کیفری و مدنی) دارد.

### مسئولیت کیفری و مدنی
مسئولیت کیفری عبارتست از ارتکاب جرمی که در قانون تصریح شده‌است. در این نوع مسئولیت، مرتکب باید اراده و قصد مسئولیت داشته باشد. یعنی رابطه علت و معلولی بین عمل ارتکابی و جرم و خسارت وجود داشته باشد تا بتوان عمل را به او نسبت داد. شخصی مسئول، علاوه بر مجازات قانونی ملزم به جبران خسارت هم می‌باشد. مسئولیت مدنی عبارتست از تعهد و الزام شخص به جبران زیان وارده به دیگری چه زیان و اراده در اثر عمل خود شخص یا اشخاص وابسته به او یا ناشی از اشیاء و اموال تحت مالکیت یا تصرف او باشد. هرگاه شخص مسئول جبران خسارتی باشد از منظر قانونی، گفته می‌شود مسئولیت مدنی دارد. در مسئولیت کیفری و مدنی وجهه مشترک، نقض قرارداد است و می‌توان رسیدگی به آن را از دادگاه درخواست نمود.

### تفاوت‌ها در مسئولیت کیفری و مدنی
1. در مسئولیت کیفری مجازات مجرم جهت جلوگیری از بی‌نظمی و دفاع از جامعه و اصلاح مجرم و به‌طور کلی در رابطه با جامعه در قوانین مطرح شده‌است ولی در مسئولیت مدنی جبران خسارت شخصی است.
2. در مسئولیت کیفری مجازات از قبیل دیه، قصاص، جریمه مالی و مجازات‌های بازدارنده است اما در مدنی مجرم، ملزم به جبران خسارت است.
3. در مسئولیت کیفری وجود سوءنیت یا قصد مجرمانه الزامی است در مدنی اثبات آن لازم نیست.
4. منبع مسئولیت کیفری، قانون و حکومت است اما در مدنی هر کسی برخلاف حق یا بر اثر بی‌مبالاتی خسارت بزند، باید طبق عرف و در درجه دوم قانون، جبران و تأدیه کند.[۴]

### مسئولیت انتظامی یا حرفه‌ای
مسئولیتی که اشخاصی براساس قراردادهای حرفه‌ای در انجمن‌ها و اتحادیه‌ها و سازمان‌های صنف پزشکان دارند. به تخلف از این قوانین را تخلف انتظامی و اداری می‌گویند و حسب مورد توسط مراجع ذیصلاح رسیدگی می‌شود. در ایران سازمان نظام پزشکی بر اساس قوانین مصوب مجلس و آیین‌نامه انتظامی مصوب هیئت دولت به تخلفات پزشکان و سایر اعضای سازمان در هیأت‌های انتظامی رسیدگی می‌کند.

## بیمه مسئولیت پزشکی
در بسیاری از کشورهای جهان، از جمله ایران، شرکت‌های بیمه قرارداد بیمه ویژه‌ای را با عنوان بیمه مسئولیت پزشکی به پزشکان، درمانگران و ارائه دهندگان خدمات درمانی، جهت حمایت مالی و حقوقی از پزشکان متهم غیرعمد دربرابر جبران خسارت و قوانین کیفری ارائه می‌دهند. برخی از این بیمه نامه‌ها، حتی هزینه دیه دو نفر را که در اثر کوتاهی و اشتباه در عملیات و اقدامات پزشکی به صورت غیر عمد کشته شده‌اند، تأمین می‌کنند.